# 山明路
山明路（Shanming Rd.）為高雄市小港區的東西向道路，起端銜接松和路，末端為青山街。因道路周邊鄰近高雄市立小港醫院、國立高雄餐旅大學，生活機能完善。

## 行經行政區域
- 小港區

## 沿線設施
（由東至西）
- 萊爾富高市高旅店
- 行政院農業委員會動植物防疫檢疫局高雄分局
- 全聯福利中心小港山明店
- 高雄市立小港醫院
- 杏一醫療用品高雄小港店
- 7-ELEVEN宏亮門市
- 全聯福利中心宏平店

## 公共自行車
- 高雄市公共自行車租賃系統：
  - 小港醫院：山明路445號(對面)
  - 山明北林路口：山明路178號(前)
  - 山明公園：山明路/華山路(東北側)

## 相關連結
- 高雄市主要道路列表